# Национален историко-археологически резерват и музей Велики Преслав
Националният историко-археологически резерват и музей „Велики Преслав“ включва реставрирани и консервирани части от разкопките на средновековния град Преслав и музей, в който се съхраняват част от откритите предмети. Той е сред Стоте национални туристически обекта.
Намира се в непосредствена близост до съвременния град. Разположен е върху развалините на старата българска столица Велики Преслав (893 – 972 г.), обхваща около 500 хектара от нейната площ.

## История
Проучванията сочат, че Преслав е замислен и построен от неговите създатели като град, достоен да съперничи на византийската столица Константинопол.
Музеят е основан на 26 октомври 1906 г. по инициатива на Юрдан Господинов и местното Археологическо дружество „Тича“. Сградата, в която се намира днес, е завършена през 1981 г. До тогава на територията на резервата и неговата околност са открити десетки недвижими паметници.

## Музей
В експозицията на музея могат да се видят оригинални произведения на старобългарското и средновизантийско изкуство. Музеят съхранява над 35 хиляди предмета, около 1700 от които са изложени за посетителите.
Сред излаганите експонати са шедьоври като керамичната икона на св. Теодор Стратилат, Преславското златно съкровище и Керамичния иконостас от Дворцовия манастир, участвали в редица български и международни изложби. Експозицията на музея включва Преславското съкровище (съдържащо над 170 предмета от злато, сребро и бронз), характерната за Преслав рисувана бяла керамика (облицовъчни плочки, домакински съдове и икони), както и колекция (сред най-големите в света) от средновизантийски печати от периода 971 – 1088 г.

## Галерия
- Царската резиденция
- Южната порта
- Златната базилика
- Площад пред южната порта и кръстокуполна църква
- Езически храм преустроен в църква
- Патриаршията
- Баня
- Останки от източната порта